# Ашнак
Ашнак (арм. Աշնակ) — село на западе Арагацотнской области в Армении.

## География
Село расположено в 5 км от села Давташен и в 7 км от села Катнахпюр.

## История
По данным «Сборника сведений о Кавказе» за 1880 год в селе Эшнак Эчмиадзинского уезда по сведениям 1873 года было 48 дворов и проживало 363 азербайджанца (указаны как «татары»), которые были шиитами.
По данным Кавказского календаря на 1912 год, в селе Эшнэк Эчмиадзинского уезда проживало 477 человек, в основном азербайджанцев, указанных как «татары».
Отряд Андраника отличился в боях за село во время турецко-армянской войны.

## Достопримечательности
В селе на крутом обрыве ущелья расположена претерпевшая в 2015 г. реставрацию церковь. До реставрации она имела уникальный, неповторимый вид, будучи двухслойной: церковь 10 века была в 15 в. обложена новыми стенами. После реставрации церковь 10 века практически исчезла, заменена постройкой из оранжевого туфа, крытой на два ската. От стен 15 века осталось два угловых фрагмента, с северной и южной стороны.
Чуть выше по ущелью расположена часовня Григора Лусаворича современной постройки. Вокруг часовни несколько хачкаров почтенного возраста и почитаемое место в виде небольшой впадины-пещерки.
На главной улице также имеется часовня 1994 г. постройки, современной архитектуры. Также в селе есть музей Геворга Чауша.
На кладбище имеются руины древней церкви либо часовни, вокруг нее надгробья и хачкары 10-15 веков. Там же похоронен известный армянский писатель Вреж Исраелян.

## Население
| Год  | Численность | Численность |
| ---- | ----------- | ----------- |
| 1831 | 62          | [ 5 ]       |
| 1873 | 363         | [ 5 ]       |
| 1931 | 778         | [ 5 ]       |
| 1959 | 965         | [ 5 ]       |
| 1970 | 1110        | [ 5 ]       |
| 1979 | 1061        | [ 5 ]       |
| 1989 | 1245        | [ 6 ]       |
| 2001 | 1226        | [ 5 ]       |
| 2011 | 1031        | [ 7 ]       |

## Благотворительность
Международной благотворительной организацией «Ворлд Вижн Интернешнл» была осуществлена программа «Сооружение игровых площадок во дворах детских садов общин Ашнак и Артени Арагацотнской области РА».

## Выдающиеся уроженцы
- Роланд Даниелович Шароян
- Вреж Исраелян[арм.]